# Kurzamra
Kurzamra là một chi thực vật có hoa trong họ Hoa môi (Lamiaceae).

## Loài
Chi Kurzamra gồm các loài: